# Alexeï Podivilov
Alexeï Vladimirovitch Podivilov (en russe : Алексей Владимирович Подивилов), né en 1972 à Kopeïsk, est un officier de l'Armée de terre russe. Avec le grade de major-général, il est le commandant de la 5e armée combinée du district militaire est depuis le 18 septembre 2020.

## Biographie
Diplômé en 1994 de l'École supérieure militaire de commandement de chars de Tcheliabinsk.
De 1994 à 1995, il commande un peloton de chars du 276e régiment de fusiliers motorisés de la 34e division de fusiliers motorisés du district militaire de l'Oural. De 1995 à novembre 1998, il commande une compagnie de chars dans la même division.
En novembre 1998, il est nommé chef adjoint du service blindé du 276e régiment de fusiliers motorisés de la 34e division de fusiliers motorisés du district militaire de l'Oural.
Depuis août 1999, Podivilov est commandant adjoint d'un bataillon de chars du 276e régiment de fusiliers motorisés.
En juillet 2001, il entre à l'Académie interarmes des forces armées de la fédération de Russie, dont il sort diplômé en 2003, et est nommé commandant d'un bataillon de fusiliers motorisés de la 27e brigade de fusiliers motorisés de la Garde du district militaire de Moscou.
De mars 2006 à janvier 2008, il est commandant adjoint de la 27e brigade de fusiliers motorisés de la Garde pour le travail éducatif.
De janvier 2008 à janvier 2012, il sert comme chef d'état-major et commandant adjoint de la 27e brigade de fusiliers motorisés de la Garde du district militaire de Moscou.
À partir de janvier 2012, il commande la 57e brigade de fusiliers motorisés de la Garde de la 5e armée combinée du district militaire est (à Bikine).
De 2014 à 2016, il étudie à la faculté de sécurité nationale et de défense de l'État de l'académie militaire de l'état-major général des forces armées de la fédération de Russie.
De 2016 à 2017, il chef du 392e centre de formation de spécialiste du Pacifique,.
De 2018 à 2019, Podivilov est commandant adjoint de la 41e armée combinée de la région militaire Centre. En 2019, il passe commandant par intérim de la 41e armée combinée de la région militaire Centre . De 2019 à 2020, il est chef d'État-Major et premier commandant adjoint de la 41e armée combinée de la région militaire Centre.
Par décret du président de la fédération de Russie du 18 septembre 2020, il est nommé commandant de la 5e armée combinée du district militaire est (Oussouriisk),. En août 2021, il participe aux exercices conjoints russo-laotiens « Laros-2021 ».

## Décorations
- Ordre d'Alexandre Nevski
- Ordre du Courage
- Ordre du mérite militaire
- Médaille de l'Ordre "Pour le Mérite de la Patrie" 2e classe avec épées
- Médaille de Souvorov
- Médaille "Pour la vaillance militaire", 1re classe
- Médaille "Pour la vaillance militaire" 2e classe
- Médaille "Pour le renforcement du Commonwealth de combat"
- Médaille "Pour distinction dans le service militaire", 1re classe
- Médaille "Pour distinction dans le service militaire", 2e classe
- Médaille "Pour distinction dans le service militaire" 3e classe
- Médaille "Pour participation au défilé militaire le jour de la Victoire"
- Médaille "200 ans du Ministère de la Défense"